# Gustav von Houwald

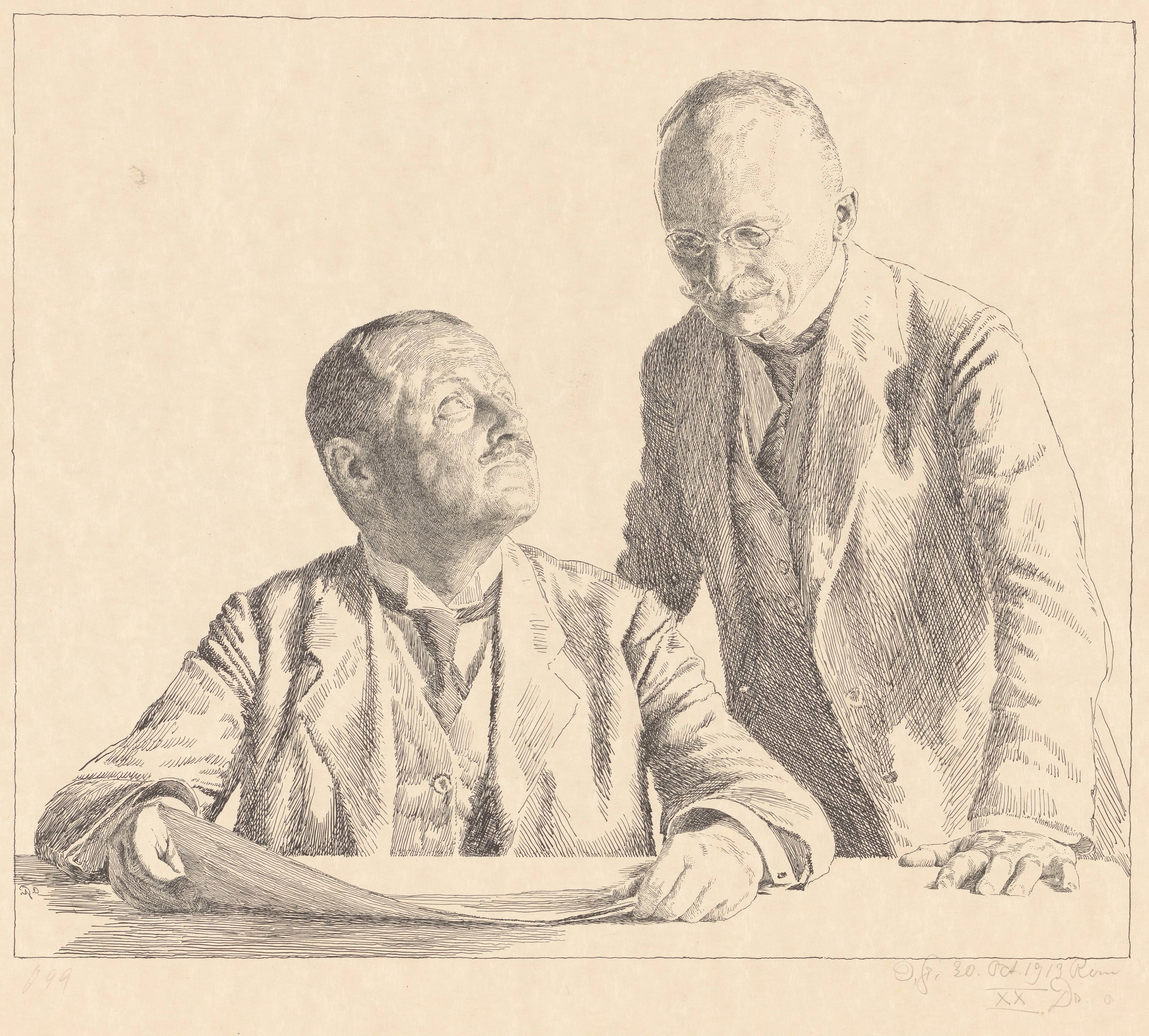
Die Sammler. Doppelporträt der Sammler Guido von Usedom und Gustav von Houwald, Druck von Otto Greiner, 1913

Gustav Otto Johannes Freiherr von Houwald (* 16. Mai 1862 in Köslin; † 4. Oktober 1945 in Potsdam) war ein deutscher Verwaltungsjurist und zuletzt Regierungsvizepräsident in Arnsberg.

## Leben
Gustav von Houwald entstammte dem sächsischen Adelsgeschlecht Houwald und war der Sohn des Otto Ferdinand Freiherr von Houwald (1818–1894, Geheimer Regierungsrat, Rechtsritter des Johanniterordens) und dessen Gemahlin Maria von Götz und Schwanenfließ. Nach dem Abitur und Studium der Rechtswissenschaften wurde er am 6. Januar 1888 Regierungsreferendar und nach dem Zweiten Staatsexamen Regierungsassessor in Oppeln. Am 7. November 1900 zum Regierungsrat befördert, wechselte er zur Bezirksregierung Frankfurt. Im Februar 1914 zum Geheimen Regierungsrat ernannt, kam er zum Jahresende 1914 als Oberregierungsrat zur Bezirksregierung Arnsberg. Hier wurde er fünf Jahre später zum Stellvertreter des Regierungspräsidenten ernannt und führte die Amtsbezeichnung Regierungsvizepräsident. Zum 23. Juli 1927 trat von Houwald in den Ruhestand.
Er war Mitglied der Konservativen Volkspartei.